# Henning Mankell (tonsättare)
Ivar Henning Mankell, född 3 juni 1868 i Härnösand, död 8 maj 1930 i Stockholm, var en svensk tonsättare och kritiker.

## Biografi
Henning Mankell föddes 3 juni 1868 i Härnösand. Han var son till ämnesläraren Emil Theodor Mankell och Sofia Amalia Häggström, en brorsdotter till Zacharias Hæggström. Han var vidare brorson till Abraham Mankell, kusin till Julius Mankell, far till Ivar Mankell, farfar till författaren Henning Mankell samt gift med Agnes Carolina Lindblom. Släkten Mankell kommer, med namnet Mangold, ursprungligen från Nieder-Asphe i Oberhessen.
Efter studier vid Musikkonservatoriet i Stockholm, bland annat för pianolärarna Lennart Lundberg och Hilda Thegerström, var Mankell verksam som pianist och musikkritiker i bland annat Stockholms-Tidningen, samt pianolärare. År 1921 uruppfördes hans pianokonsert av Stockholms filharmoniska orkester med Aurora Molander som solist. Konserten togs väl emot. Huvudsakligen komponerade han pianostycken i impressionistisk stil. Kända verk är Balladerna, Fantasisonater och Arabische Nächte.
1917 blev Henning Mankell ledamot av Kungliga Musikaliska Akademien samt ledamot av styrelsen för Kungliga Musikkonservatoriet.

## Verk i urval

### Piano
- Ballad nr.1 ess-moll op.6 (1909)
- Ballad nr.2 b-moll op.8
- Ballad nr.3 giss-moll op.9 (1910)
- Ballad nr.4 op.11 (1911)
- Svit op.16 (1912)
- Tolv små lyriska stycken op.27 (1916)
- Impromptu fantastico op.50 (1921)
- Ballad nr.5 g-moll op.53:2 (1922)
- Variationer, final och fuga över känt motiv op.55 (1922)
- Valse mesto op.58 (1923)
- Fyra klaverstycken op.60 (1923)
- Pianosonatin op.63
- Ballad nr.6 f-moll op.66:2 (1925)
- Sex klaverstycken op.68 (1925)
- Fantasisonat nr.6 op.76 (tillägnad Herbert Westrell) (1929)
- Ballad nr.7 C-dur op.77 (1930)
- Ballad nr.8 op 78 (1930, ofullb)

### Övrig musik
- Violinsonat (1900-1901)
- Violasonat
- Pianotrio
- Pianokvintett
- Tre stråkkvartetter
- Pianokonsert (1917)